# أنطونيو روميرو
أنطونيو روميرو (بالإسبانية: José Antonio Romero Casales) هو راكب الكنو مكسيكي، ولد في 16 أبريل 1968 في مدينة مكسيكو في المكسيك.

## وصلات خارجية
- أنطونيو روميرو على موقع أوليمبيديا (الإنجليزية)